# Сањала сам
Сањала сам је седамнаести студијски албум српске фолк певачице Наде Топчагић, издат за ЗАМ и Зам Плус 2001. године. Продуцент албума је био Злаја Ђорђевић.

## Списак песама
| №   | Назив                         | Текст              | Музика            | Трајање |  |
| 1.  | Сањала сам                    | Тешо Мркоњић       | Љубо Кешељ        | 4:24    |  |
| 2.  | Ако пијем своје пијем         | Миленко Јакшић     | Беки Бекић        | 3:51    |  |
| 3.  | Сироче                        | Руждија Крупа      | Беки Бекић        | 3:51    |  |
| 4.  | Е сад ми је доста             | Јасмина Адемовић   | Нинослав Адемовић | 3:12    |  |
| 5.  | Сестре                        | Тешо Мркоњић       | Љубо Кешељ        | 3:51    |  |
| 6.  | Славски колач                 | Милан Матејић      | Милан Матејић     | 4:50    |  |
| 7.  | Бибахтало моро ило            | Драган Којић Кеба  | Драган Којић Кеба | 3:07    |  |
| 8.  | Ти си брко сила               | Миодраг Ж. Илић    | Беки Бекић        | 2:46    |  |
| 9.  | Ја, само ја                   | Милан Матејић      | Мирко Кодић       | 3:14    |  |
| 10. | Родила се принцеза            | Миланка Стевановић | Љубо Кешељ        | 3:37    |  |
| 11. | Косово                        | Раде Вучковић      | Беки Бекић        | 4.07    |  |
| 12. | Луда свадба                   | Тешо Мркоњић       | Љубо Кешељ        | 3:58    |  |
| 13. | Бахтало моро ило инструментал | Драган Којић Кеба  | Драган Којић Кеба | 3:07    |  |